# Arrondissement de Wurtzbourg
Pour les articles homonymes, voir Wurtzbourg (homonymie).
L'arrondissement de Wurtzbourg est un arrondissement ("Landkreis" en allemand) de Bavière (Allemagne) situé dans le district ("Regierungsbezirk" en allemand) de Basse-Franconie. Son chef lieu est Wurtzbourg, même si la ville ne fait pas partie de l'arrondissement. 
D'après les calculs de l'IGN, le village de Gadheim, hameau de Veitshöchheim, commune de l'arrondissement est devenu le centre de l'Union européenne après la sortie du Royaume-Uni.

## Villes, communes & communautés d'administration
(nombre d'habitants en 2006)
| Städte 1. Aub (1 574) 2. Eibelstadt (3 065) 3. Ochsenfurt (11 370) 4. Röttingen (1 656) Märkte 1. Bütthard (1 306) 2. Eisenheim (1 336) 3. Frickenhausen-sur-le-Main (Frickenhausen am Main) (1 252) 4. Gelchsheim (821) 5. Giebelstadt (4 772) 6. Helmstadt (2 645) 7. Höchberg (9 474) 8. Neubrunn (2 257) 9. Randersacker (3 460) 10. Reichenberg (4 038) 11. Remlingen (1 527) 12. Rimpar (7 739) 13. Sommerhausen (1 657) 14. Winterhausen (1 501) 15. Zell am Main (4 214) Gemeindefreie Gebiete (55,16 km², inhabité) 1. Gramschatzer Wald (22,27 km²) 2. Guttenberger Wald (18,07 km²) 3. Irtenberger Wald (14,82 km²) | Gemeinden 1. Altertheim (2 112) 2. Bergtheim (3 604) 3. Bieberehren (982) 4. Eisingen (3 616) 5. Erlabrunn (1 619) 6. Estenfeld (4 855) 7. Gaukönigshofen (2 403) 8. Gerbrunn (6 327) 9. Geroldshausen (1 297) 10. Greußenheim (1 634) 11. Güntersleben (4 387) 12. Hausen bei Würzburg (2 367) 13. Hettstadt (3 762) 14. Holzkirchen (958) 15. Kirchheim (2 248) 16. Kist (2 482) 17. Kleinrinderfeld (2 160) 18. Kürnach (4 436) 19. Leinach (3 193) 20. Margetshöchheim (3 231) 21. Oberpleichfeld (1 056) 22. Prosselsheim (1 210) 23. Riedenheim (764) 24. Rottendorf (5 291) 25. Sonderhofen (850) 26. Tauberrettersheim (852) 27. Theilheim (2 397) 28. Thüngersheim (2 702) 29. Uettingen (1 893) 30. Unterpleichfeld (2 770) 31. Veitshöchheim (10 024) 32. Waldbrunn (2 554) 33. Waldbüttelbrunn (5 068) | Verwaltungsgemeinschaften 1. Aub (Ville d'Aub, Markt Gelchsheim et commune Sonderhofen) 2. Bergtheim (Communes Bergtheim et Oberpleichfeld) 3. Eibelstadt (Ville d'Eibelstadt, Märkte Frickenhausen a.Main, Sommerhausen et Winterhausen) 4. Estenfeld (Markt Eisenheim, communes Estenfeld et Prosselsheim) 5. Giebelstadt (Märkte Bütthard et Giebelstadt) 6. Helmstadt (Märkte Helmstadt et Remlingen, communes Holzkirchen et Uettingen) 7. Hettstadt (Communes Greußenheim et Hettstadt) 8. Kirchheim (Gemeinden Geroldshausen et Kirchheim) 9. Kist (Communes Altertheim et Kist) 10. Margetshöchheim (Communes Erlabrunn et Margetshöchheim) 11. Röttingen (Ville de Röttingen, communes Bieberehren, Riedenheim et Tauberrettersheim) |